# 堀井城
堀井城（ほりいじょう）は、兵庫県小野市河合西町字構46にあった日本の城。城跡は、2020年（令和2年）4月1日に「堀井城跡ふれあい公園」として整備・公開されている。

## 概要
四方に堀と土塁を巡らせた典型的な中世城館跡（平城）である。敷地は東西160メートル×南北200メートルの規模を持つ。周囲には「外堀」や「土居」、「城成」という小字地名が残っており、明治時代に修復が行われて方形居館の外観が明確にされた。城主は不明で、一説に堀井氏（掘井某）とされるが、室町時代に播磨国の守護職であった赤松氏の家臣の居城とも考えられている。
小野市河合地区は、中世の京街道（京都―姫路）と加古川が交差する軍事上重要な位置にあり、堀井城の南南には河合城、東には小堀城があり、3つの城はともに赤松氏の東播磨支配の拠点として機能していたと考えられている。

## 所在地
兵庫県小野市河合西町構46

## 最寄駅
- JR加古川線河合西駅

## 周辺史跡・寺社
- 小野陣屋跡
- 金鑵城跡（金鑵城遺跡広場）
- 河合城跡
- 河合館跡
- 河合西廃寺跡
- 河合廃寺跡
- 小堀城跡
- 広渡廃寺跡（国史跡広渡廃寺跡歴史公園）
- 島村城跡
- 浄土寺（新西国三十三箇所観音霊場）
- 鈴之宮神社
- 近津神社
- 萬福寺
- 若一神社

## 周辺施設
- おの桜づつみ回廊
- 小野子午線公園
- 小野市立河合小学校
- 小野市立河合中学校
- 鴨池公園
- 河合運動広場
- かわい快適の森
- 共進牧場
- 鍬渓温泉
- 白雲谷温泉ゆぴか
- ひまわりの丘公園
- 平池公園
- ホテルルートイン小野

## 周辺道路
- 国道175号